# Brit katonai LSD-kísérletek
LSD-kísérleteket végzett 1964 decemberében a brit királyi hadsereg titokban saját tengerészgyalogosain egy vegyifegyverkutató-intézetben. Az elit kommandó tagjain tudtukon kívül és beleegyezésük nélkül olyan különleges, Moneybags kódnéven titkosított kísérleteket hajtottak végre, amelyek során hallucinogén (LSD) anyagot adagoltak a katonáknak, hogy megfigyelhessék ezen szerek hatását a fegyveresekre háborús helyzetben. A kísérletek másik célja szerint, ki kellett deríteni, hogy a tudatmódosító anyagok bevethetők lehetnének-e hatékony vegyifegyverként támadáskor az ellenfél lefoglalására, harcképtelenné, vagy cselekvőképtelenné tételére különösebb katonai és polgári veszteségek nélkül.

Porton Downban a háromnapos kísérlet során őfelsége jól képzett, rettenthetetlen tengerészgyalogosai a terepgyakorlaton kábítószer hatása alatt - amint az a titkosított anyagok közül előkerült 1964-es fekete-fehér felvételeken jól látszik - nem a katonáktól éles helyzetben elvárt szabálykövető módon viselkedtek. A parancsoknak nagy vidámság közepette nem engedelmeskednek, sőt eldobják fegyverüket, egyesek a hátukon fekve tehetetlenül nevetgélnek, vagy ténferegnek, kóvályognak céltalanul, fáknak botorkálnak; mások fára másznak madarat etetni, vagy éppen megtámadják az ellenséges fatörzset; végül a parancsnok is laza nevetéssel feladja a gyakorlat folytatását, mert “ráeszmél”, hogy saját magával sem bír. A kísérletvezetők ekkor a gyakorlatnak véget vetettek és a katonákat mentőautóval orvosi vizsgálatokra és további megfigyelésre szállították volna vissza, de a tudatmódosító szer hatására az elit kommandósokat félelem fogta el, és nem mertek a járművekbe beszállni.

## A titkos katonai kutatóintézet

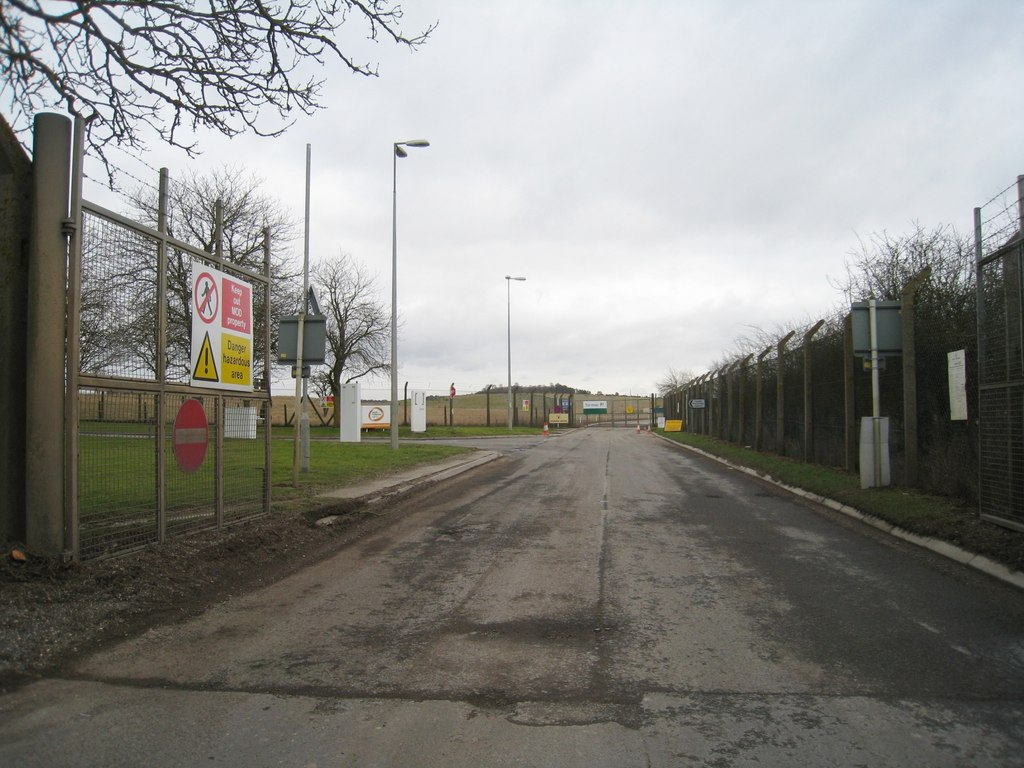
Porton Down, a telep bejárata

A brit kormány titkos Porton Down-i vegyifegyverkutató-intézetben végzett kísérletsorozatban nem ez az első olyan beavatkozás, amely kudarccal végződött és ahol “emberi tengerimalacként” vizsgálták a kísérleti alanyok idegi válaszait a hatóanyagokra. Ronald Maddison pilóta egy rosszul végrehajtott szarinkísérlet miatt 20 évesen meghalt. A "nemzetbiztonsági okokból" zárt ajtók mögött tartott első vizsgálat balesetnek nyilvánította a félresikerült kísérletet, az 51 évvel később tartott második nyilvános vizsgálat a brit kormány felelősségét mondta ki törvényellenes gyilkosságban. Az 50-es évek elején az LSD-t kihallgatási kísérletek során mint „igazság-szérumot” adagolták saját királyi tengerészgyalogosaiknak. Megfigyelték az LSD hatását, ami a személyiség feladásához vezet, vagy az én-tudat elvesztéséhez. A brit katonákat rávették arra is, hogy önként vállaljanak szerepet a megfázás gyógyításának kutatásában, mely kísérlet során egy héten át naponta többször adtak LSD-t az “önkénteseknek”, akik rémálmoktól és visszatérő hallucinációktól szenvedtek még több évvel később is: éber látomásaikban 

„repedések jelennek meg az emberek arcán ... koponyákat látnak, melyeknek kifolyik a szeme ... a környező tárgyak növekednek, majd hirtelen zsugorodnak”.

1994-ben a parlamentben a brit kormányt felelőssé akarták tenni a kísérletekért, de a Porton Down-i vezetőség kijelentette, hogy a létesítményben csak olyan anyagokkal és eljárásokkal folynak kísérletek, amelyek az ellenséges vegyi fegyverek támadásai ellen szolgálnak védelmül.

2006-ban az egykori katonák, akik tudtuk nélkül részt vettek ezekben az 50-60-as években végzett kísérletekben kárpótlást kaptak, bár a Brit Védelmi Minisztérium és a MI6 nem vállalta, illetve tagadta a felelősségét.

## Történelmi háttér
Drogok, hallucinogén szerek és más pszichoaktív anyagok katonai célú használata, adagolása sokszor előfordult már a történelem során. 
Az azték, vagy inka futárok és katonák kokalevelet rágtak a teljesítőképességük jelentős növelésére. A legendák szerint a viking berserkerek bolondgomba, vagy varjúköröm főzetet ittak a csata kezdetén, ettől legyőzhetetlennek, sérthetetlennek érezték magukat és a fájdalmat is jobban tűrték. A saját katonáik harci kedvének fokozására bort, rumot mértek ki a roham előtt az első világháború lövészárkaiban mindkét oldalon. 

A fáradtságuk és kimerültségük legyőzésére amfetamint kaptak a német páncélosok a második világháborúban, ennek hatására tudták teljesíteni a “blitzkrieg” támadások során azokat a távolságokat, amelyeket a szövetségesek fel sem tételeztek, hogy megtehetők egyhuzamban (pl.: ardenneki ellentámadás
).

Az amerikai katonák 51%-a Vietnámban drogozott a hivatalos katonai jelentések szerint. A csapatoknak a katonaorvosok nagy mennyiségben serkentőket, jórészt amfetaminokat adagoltak az állóképesség és a harckészség javítására a parancsnokok tudtával és beleegyezésével; erősebb nyugtatókat pedig azért írtak fel, hogy a harctéri félelmet és szorongást csökkentsék, illetve megakadályozzák a katonák mentális összeomlását. A sorozástól és az idegen harctérre hurcolástól morálisan is összeomlott és kikészült fiatal katonák egy része már otthon is használt drogokat; az indokínai harctéren és környékén pedig könnyen és olcsón beszerezhették a tudatmódosító szereket, amelyeket aztán a hangulatuk javítására, vagy éppen az átélt szörnyűségek kábult felejtésére használtak. Az egész vietnámi háború alatt nagy mennyiségben fogyott a marihuána, de amikor ezt az anyagot az otthoni sajtóvisszhang nyomására “üldözni”, keresni kezdték, akkor a katonák negyede átállt a keményebb szerekre: az ópiumra, a heroinra és az LSD-re; ezek súlyos mellékhatásai láttára a parancsnokok inkább ismét a marihuána használatát tűrték meg és engedték tovább. Egyes történészek, de szenátorok véleménye szerint is az amerikai katonák tömeges droghasználata vezetett elborzasztó háborús cselekményekhez és bűntettekhez. Mások -köztük Nixon is-, az illegális szerek túlzott használatát tették felelőssé a nagyarányú harci veszteségekért és a háború elvesztéséért.

## Érdekesség
A katonaság az LSD-kísérleteket hivatalosan 1967-ben abbahagyta. 1967-68-ban az “új” drog a feketepiacra került és egy “új” nemzedék, woodstock-népe “kísérletezik” tovább vele, a hippik és az LSD öröksége[forrás?] pedig a jelmondat: 
Szeretkezz, ne háborúzz!